# Chris Noonan
Chris Noonan, född den 14 november 1952 i Sydney i Australien, är en australiensisk regissör och skådespelare. Han är främst känd för att ha regisserat Babe – den modiga lilla grisen (1995) och Miss Potter (2006). Han blev nominerad till en Oscar för bästa regi för Babe 1995.

## Filmografi

### Film
| År   | Film                           | Krediterad som | Krediterad som | Krediterad som | Noter |
| År   | Film                           | Regissör       | Manus          | Producent      | Noter |
| ---- | ------------------------------ | -------------- | -------------- | -------------- | --- |
| 1973 | Bulls                          | Ja             | Ja             | Nej            | |
| 1980 | Stepping Out                   | Ja             | Ja             | Ja             | Kortdokumentär |
| 1995 | Babe – den modiga lilla grisen | Ja             | Ja             | Nej            | Nominerad- Oscar för bästa regi Nominerad- Oscar för bästa manus efter förlaga Nominerad- BAFTA Award för bästa manus efter förlaga |
| 2006 | Miss Potter                    | Ja             | Nej            | Nej            | |